# Gheorghe Truță
Gheorghe Truță (n. 1 iunie 1958, Călui, județul Olt, România) este un romancier și dramaturg român, membru titular al Uniunii Scriitorilor din România.

## Biografie
S-a născut la 1 iunie 1958, în Călui, județul Olt. A studiat în școala generală din satul natal între anii 1966 și 1974, a absolvit liceul „Frații Buzești” din Craiova în anul 1977 și a studiat la Facultatea de Matematică a Universității din Craiova între anii 1978 și 1982. În prezent este profesor de matematică în orașul Lupeni, la Școala Generală nr. 3. 
A debutat literar cu nuvela A doua povestire a Pădurii în revista Luceafărul în iunie 1977, cu o prezentare de Geo Dumitrescu, iar  debutul editorial a fost cu romanul Orașul, volum apărut în urma concursului de debut al Editurii Albatros, Ediția 1980.
Din anul 1993 este membru titular al Uniunii Scriitorilor din România, Filiala Craiova.

## Premii literare
- Premiul Columna pentru povestire al revistei Cutezătorii în 1976[5]
- Premiul de debut al editurii Albatros pentru romanul Orașul în 1980[5][7]
- Premiul Fundației „Ion D. Sîrbu”, pentru debut în dramaturgie, cu piesa Recviem pentru secolul douăzeci în 1991[5]
- Premiul filialei Craiova a Uniunii Scriitorilor, secțiunea Proză, pe anul 1992, pentru volumul Pagoda[5]
- Piesa Marea brambureală a fost nominalizată pentru Marele Premiu la Concursul Național de Dramaturgie Camil Petrescu (Ediția I, 1994)[5]
- Premiul filialei Craiova a Uniunii Scriitorilor, secțiunea Dramaturgie, pe anul 1995, pentru piesele de teatru Marea brambureală și Crângul albastru[5]
- Premiul filialei Craiova a Uniunii Scriitorilor, secțiunea Roman, pe anul 1999, pentru romanul Raiul șobolanilor[5]
- Piesa de teatru Catedrala a fost nominalizată de către UNITER pentru „Cea mai bună piesa românească a anului 1999”[5]
- Premiul filialei Craiova a Uniunii Scriitorilor, secțiunea Dramaturgie, pe anul 2003, pentru volumul Teatru – piese jucate, premiate sau interzise[5]
- Bursier al Fondului Literar (ianuarie-iunie 2000)[5]
- Premiul special al fundației „Alice Voinescu” pentru piesa de teatru Alice nu știe să moară (Drobeta Turnu-Severin, iulie 2005)[5]

## Opera

### Proză
- Orașul, roman, Editura Albatros, București, 1982 – cu o prezentare de Mirela Roznoveanu. Volum apărut în urma concursului de debut al editurii, ediția 1980
- Pagoda, proză, Editura de Vest (Facla), Timișoara, 1992
- Raiul șobolanilor, roman, Editura Matinal-Panorama, Petroșani-București, 1999 – cu o prefață de Dan-Silviu Boerescu
- Îngere, vii ?, roman, Editura Aius, Craiova, 2010

### Teatru
- Teatru – piese jucate, premiate sau interzise, Ed. Grinta, Cluj-Napoca, 2003
- Alice nu știe să moară, teatru, Editura Aius, Craiova, 2010
- Șapte, teatru, Ed. Karina, 2015
- Acum...și pururea...și-n veci
- Catedrala (nominalizată pentru premiile UNITER la Cea mai bună piesa românească a anului 1999[5])
- Crângul albastru
- Livada cu fluturi
- Marea brambureală
- Maria și îngerul mov
- O zi din viața unui jurnalist fără jurnal
- Patru surori
- Cină cu soarele sus
- Poveste cu dictatori, trepăduși și târfe, dintr-o țară din Est care, pe cuvânt, nu e România!
- Șapte scene oarecum imaginare din viața adevărată a lui Constantin Argetoianu